# Lycaena clarki
The Eastern Sorrel Copper (Lycaena clarki) là một loài bướm ngày thuộc họ Bướm xanh.Nó chỉ được tìm thấy ở Nam Phi.
Sải cánh dài 21–27 mm đối với con đực và 22–30 mm đối với con cái. Chúng bay quanh năm, peaking vào mùa hè.
Larval food is Rumex lanceolatus.